# Eper-Graeser Venn/ Lasterfeld
Eper-Graeser Venn/ Lasterfeld este o arie protejată (arie specială de conservare — SAC, sit de importanță comunitară — SCI) din Germania întinsă pe o suprafață de 210,57 ha, integral pe uscat.

## Localizare
Centrul sitului Eper-Graeser Venn/ Lasterfeld este situat la coordonatele 52°08′56″N 7°01′19″E / 52.1489°N 7.0219°E.

## Înființare
Situl Eper-Graeser Venn/ Lasterfeld a fost declarat sit de importanță comunitară în august 1999 pentru a proteja 1 specie de plante și 1 specie de animale. Situl a fost protejat și ca arie specială de conservare în iunie 2005.

## Biodiversitate
Situată în ecoregiunea atlantică, aria protejată conține 7 habitate naturale: Ape stătătoare oligotrofe până la mezotrofe, cu vegetație de Littorelletea uniflorae și/sau de Isoëto-Nanojuncetea, Lacuri eutrofice naturale cu vegetație de tip Magnopotamion sau Hydrocharition, Pajiști umede nord-atlantice cu Erica tetralix, Pajiști uscate europene, Pajiști cu Molinia pe soluri calcaroase, turboase sau argilos-nămoloase (Molinion caeruleae), Mlaștini turboase de tranziție și turbării mișcătoare, Mlaștini împădurite.
La baza desemnării sitului se află mai multe specii protejate:
- plante (1): Luronium natans
- amfibieni (1): triton cu creastă (Triturus cristatus)

Pe lângă speciile protejate, pe teritoriul sitului au mai fost identificate 4 specii de plante, 3 specii de amfibieni, 1 specie de nevertebrate.